# Een oceaan van sterren
Een oceaan van sterren (Engelse titel: The Stars, Like Dust) is een sciencefictionroman uit 1951 van de Amerikaanse schrijver Isaac Asimov. De roman maakt samen met Spionage in de ruimte en Tussen twee voetstappen deel uit van de Galactisch Imperium-reeks.
The Stars, Like Dust werd oorspronkelijk uitgebracht in drie delen in het magazine Galaxy Science Fiction van januari tot maart 1951 onder de titel Tyrann en de eerste paperbackeditie in 1954 kreeg nog een andere titel, namelijk The Rebellious Stars. Het verhaal speelt zich af lang voor Tussen twee voetstappen (dat een jaar eerder verscheen) en het Trantoriaans Galactisch Imperium is nog maar pas gesticht en bevindt zich ver van de Aarde. Een groot deel van de Aarde is radioactief besmet door een nucleaire oorlog.
De Nederlandse vertaling werd pas in 1981 uitgebracht door A.W. Bruna Uitgevers in de Zwarte Beertjes-reeks (ZB1957).

## Verhaal
Biron Farrill is een student aan de universiteit van de Aarde die op een dag te horen krijgt dat zijn vader vermoord is door de Tyranni en dat zijn leven ook mogelijk in gevaar is. Farrill reist naar Rhodia, een van de sterkste van de veroverde planeten waar hij verneemt dat er een rebellie gepland wordt tegen de Tyranni.